# Voninho
Ivone Ferreira Dias (Jataí, 4 de agosto de 1939 — Goiânia, 23 de abril de 2008), conhecido como Voninho, foi um instrumentista, cantor e compositor brasileiro.
Ficou conhecido como o "Rei da Sanfona" sendo um dos mais importantes na história da música sertaneja. Em 42 anos de carreira, com seus trios e trabalhos individuais como solista de acordeon, Voninho gravou 62 álbuns.
Encerrando sua carreira aos 68 anos de idade, faleceu em 23 de abril de 2008 vítima de dengue hemorrágica na cidade de Goiânia.

## Biografia
Voninho iniciou a carreira artística aos treze anos de idade, animando bailões de roça. Em 1962, formou o trio Os Filhos de Goiás, com os irmãos Maurico e Maurozinho. Em 1968, gravaram o compacto com a música "Menina bonita", de Maurico. Outras canções que se destacaram no trabalho do trio foram "Nossa fazenda" e "Cigano feliz", ambas de Maurico. Em 1970, lançaram o LP "Gaiola de aço".
Em 1975, com a dissolução do trio, Voninho seguiu carreira solo, gravando naquele mesmo ano um LP instrumental, "Tocando chamamés para o Brasil".
Em 1976, entrou para o trio Novo Trio, com Mauril Leal de Paula (Frutal, MG - 1946), o Carlito, e Eurípides Simões Franco (Itumbiara, GO - 1943), o Badui. Em 1977, lançou novo disco com músicas instrumentais de sua autoria. Foram contratados por José Béttio para atuar na Rádio Record.
Em 1979, o trio se desfez. Voninho continuou a carreira solo e no mesmo ano gravou o LP instrumental "Baile no ranchão".
Em 1980, lançou outro LP solo instrumental. No mesmo ano, formou um trio com as Irmãs Freitas, com as quais lançou quatro LPs. Voninho prosseguiu em sua carreira solo após separar-se das Irmãs Freitas, lançando discos instrumentais.
Entre 1983 e 1985, participou de outro trio, desta vez com as Irmãs Rodrigues (a primeira formação de Leidiane e Kátia Mara). Em 1990 lançou o LP "Sanfona de ouro", pela Continental, com destaque para a música título, "Vida" e "Forró de cabo a rabo". Em 1997, formou com Creone e Barrerito o Trio Alto Astral. 
Voninho é pai da dupla sertaneja Máida e Marcelo (Máida e Marcelo Dias, nascidos na cidade de São Paulo-SP, e criados em Goiânia-GO), ambos seguiram os passos do pai.
Voninho ultimamente fazia parte do Trio Alto Astral com uma nova formação, fundada em Uberlândia em 1997. A formação inicial foi com Voninho, Creone e Barrerito.

### Trio Alto Astral
O Trio nasceu em 1997 com Creone, Barrerito e Voninho na cidade de Uberlândia. Com esta formação foram contratados pela gravadora RGE e lançaram seu primeiro trabalho. Após um ano de existência, houve a grande perda de Barrerito. Com isto o Trio veio a se desfazer.
Voninho seguiu sua carreira solo, que trazia como parceiros os músicos Divino Donizete dos Santos (Rio Preto) natural de Gurinhatã e Zildomar Claudino de Freitas (Ribeirão) natural de Santa Vitória. Com alguns shows, Voninho resolveu reativar o Trio Alto Astral. 
Assim, em 1999 nasceu a nova formação: Rio Preto, Ribeirão e Voninho.
Em 2000 foi o ano de lançamento do primeiro CD com esta nova formação pela gravadora Paloma Records.
Em 2001, lançaram o segundo CD pela Gravadora Atração Fonográfica, que faz um trabalho de divulgação e deste CD saem os sucessos Bão Demais da Conta, Pé de Pano e O Bailão ta Legal. Este trabalho abriu novos horizontes na carreira do grupo, e com isso aumentou seu público já fiel.
Em 2004, lançaram o terceiro CD pela Gravadora Caravelas tendo como destaque Toca aquela, Ninguém merece e a música "Saudade pica-pau", considerada hoje o maior sucesso do trio.
Em 2006 lançaram o quarto CD. Uma coletânea com os maiores sucessos do trio incluindo a regravação "Hey Jude" de John Lennon e Paul McCartney na versão de Rossini Pinto. Um sucesso mundial numa fusão sonora de Pop- Raytc & Sertanejo.
Em 2007 lançaram um CD com todas as músicas inéditas.
Já em 2008 gravaram um CD e DVD Ao Vivo tendo participações especiais de artistas como Gino & Geno, Chico Rey & Paraná, Teodoro e Matogrosso & Mathias. Voninho faleceu antes que esse DVD fosse lançado, o que tornou esse trabalho definitivamente histórico.

### Morte
Em 23 de abril de 2008, Voninho faleceu devido a uma dengue hemorrágica, aos 68 anos.

## Discografia
- (1998) Dor de cotovelo • RGE
- (1990) Sanfona de ouro
- (1987) Essa onda pega
- (1986) Xote das esmeraldas
- (1985) Esta noite no forró
- (1984) Passo do galo
- (1983) Sanfona misteriosa
- (1982) Pai e filho no forró
- (1980) Sanfona lascada
- (1979) Baila no ranchão
- (1977) Voninho e sua sanfona pé-de-bode
- (1975) Tocando chamamés para o Brasil